# Az elvarázsolt disznó
Az elvarázsolt disznó Jonathan Dove meseoperája (librettó: Alasdair Middleton). Bemutatója 2006-ban volt Londonban.
Egy román népmese motívumaira épül: a sors könyvébe engedély nélkül betekintő királylány megtudja, hogy egy északról jött disznó lesz a férje. A fátum beteljesülni látszik: kezdetét veszi a házasélet, és különböző varázslások árán sem sikerül feloldani a disznóbőrbe bújt hercegi férjre mért átkot. A gonosz cselszövések ellenére végül a szerelem és a bizalom győzedelmeskedik.
Az eredeti történet a Román mesék című gyűjteményben (Rumänische Märchen) és a Legendák, avagy román népmesék című könyvben (Legende sau basmele românilor, szerkesztette Petre Ispirescu) is megtalálható, Andrew Lang pedig megjelentette a Vörös tündérmesekönyvben (The Red Fairy Book).

## Magyarországi bemutató
A magyarországi bemutató Göttinger Pál ötlete volt, aki rendezőasszisztensként részt vett az angliai ősbemutatón a The Young Vic Theatre-ban 2006-ban, amelyet John Fulljames rendezett. A magyar előadás a Halastó kórusra épült. A művészeti vezetők Tóth Árpád (Lantos Rezső-díjas és Artisjus-díjas) karnagy, valamint Göttinger Pál rendező voltak.

## Szinopszis
|  | Alább a cselekmény részletei következnek! |

A mesebeli király háborúba indul, és meghagyja a lányainak, hogy bármerre mehetnek a kastélyban – kivéve egy szobát... Egy szép napon azonban a lányok mégis bemennek a szobába, ahol egy nyitott könyvet találnak. A könyv megjósolja, hogy a legidősebb királykisasszony egy keleti herceghez fog férjhez menni, a középső egy nyugati herceghez, a legkisebb pedig egy északi disznóhoz. A legkisebb lány elszörnyed, de a nővérei meggyőzik arról, hogy ez lehetetlen.
A király visszatér és rájön – a legkisebb lány nagy bánatára –, hogy mi történt. Mindenesetre a lehető legjobb képet próbálja vágni a dolgokhoz. A legidősebb lányt elveszi egy keleti herceg, a másodikat egy nyugati herceg, a harmadik lány pedig vigasztalan lesz. Északról érkezik egy disznó, aki megkéri a kezét – mikor a király visszautasítja, a várost ellepik a disznók. A király azt mondja a leányának, hogy nagyon különösnek találja a disznót, és hogy varázslat lehet a dologban. Ha a hercegnő hozzámegy a disznóhoz, megtörheti a varázslatot.
Így is lesz, a királyleány férjhez megy a disznóhoz, és elutazik vele az otthonába. Ott kiderül, hogy minden éjjel emberré válik, kedves és megnyerő férfivá, aki meghódítja a lány szívét. A hercegnő megkérdezi egy vén boszorkánytól, hogy mi történt a férjével. A boszorkány azt mondja, hogy megszabadíthatja a férjét, ha egy fonalat a lábához köt. A fiatalasszony úgy is tesz, mire a férje felébred és elmondja, hogy a varázslat már csak három napig tartott volna, de így disznó formában kell maradnia, a felesége pedig csak akkor találhatja meg, ha már elhordott három pár vascipőt és elkoptatott egy acélbotot.
A hercegnő szerez három pár vascipőt és egy acélbotot, majd útra kel. Messzi tájakon vándorol, amíg el nem érkezik a Hold házába. A Hold anyja beengedi, és míg ott időzik, egy fiúnak ad életet. A Hold anyja elmondja neki, hogy a Hold nem tudja, merre van a férje, tovább kell mennie a Naphoz. Ad neki egy csirkét, és meghagyja, hogy őrizze meg az összes csontot. A lány megköszöni, eldobja az első pár elvásott vascipőt, és felveszi a másodikat.
Hosszas vándorlás után végül elér a Nap házához. A Nap anyja beengedi és elrejti, mert a Nap mindig durva és rosszkedvű, mikor hazatér. Most is az, de az anyja lecsendesíti, és megkérdezi, mit tud a férjről. A Nap nem tudja, hol lehet. Így hát a Nap anyja továbbküldi a lányt a Szélhez. Ő is ad neki egy csirkét, és meghagyja, hogy őrizze meg az összes csontot. A hercegnő eldobja a második pár elvásott vascipőt is.
A Szél házában a Szél anyja rájön, hogy a királylány férje egy rengeteg erdőben lakik, és azt az erdőt fejsze nem vághatja ki. Odaküldi, ad neki egy csirkét, és meghagyja, hogy őrizze meg az összes csontot. A hercegnő tovább vándorol, közben a Tejúton elvásik a harmadik pár vascipője is. Megtalálja a kastélyt, ahol a férje lakik, és létrát épít a csirkecsontokból, hogy bejuthasson. Egy csont hiányzik, így a kisujját vágja le, hogy befejezhesse a létrát. A férje visszatér, és megtörik a gonosz varázslat. Kiderül, hogy valójában egy herceg, aki megölt egy sárkányt. A sárkány anyja, egy boszorkány varázsolta disznóvá, és azért tanácsolta a feleségének, hogy kötözze meg fonállal a lábát, hogy az is maradjon.
Az ifjú pár ellátogat a herceg apjának országába, majd visszatér a hercegnő apjának országába.
|  | Itt a vége a cselekmény részletezésének! |

## Külső hivatkozások
- Az elvarázsolt disznó